# Шамс эд-Дин Бадран
 Шамс эд-Дин Бадран (араб.  شمس بدران ‎англ.  Shamseddin Badran, 19 апреля 1929 года, Гиза, Королевство Египет — 28 ноября 2020 года, Плимут, Великобритания) — египетский политический и военный деятель, один из участников революции 1952 года, глава военного кабинета главнокомандующего, затем военный министр Египта в 1966 — 1967 годах. Сделал быструю карьеру благодаря близости к фельдмаршалу Абдель Хакиму Амеру и был одним из главных руководителей подготовки Египта к новой войне с Израилем. Подробности его переговоров с руководством Советского Союза в мае 1967 года до сих пор остаются предметом споров между исследователями, дипломатами, политиками и журналистами разных стран. После поражения египетской армии в Шестидневной войне был обвинён в заговоре с целью захвата власти, предан суду трибунала и приговорён к пожизненному заключению. Шамс Бадран был освобождён из тюрьмы весной 1971 года по решению нового президента Египта Анвара Садата и в 1975 году эмигрировал в Великобританию. Он поселился в Плимуте и в последующие годы жил как частное лицо, не участвуя в политической жизни своей страны. Только в 2010 году Бадран поделился с прессой своими воспоминаниями, что вызвало неоднозначную реакцию в Египте, а в 2012 году вступил в полемику с пришедшими к власти в Каире «Братьями-мусульманами», обвинявшими его в репрессиях против своих сторонников.

## Биография
Родился 19 апреля 1929 года в Гизе близ Каира в семье высокопоставленного чиновника королевского министерства сельского хозяйства. Окончил среднюю школу «Саидия» в Гизе. Во время учёбы Шамс отверг предложение примкнуть к популярной националистической партии ВАФД, выступавшей против британского влияния в стране, и в начале 1940-х годов вступил в местное отделение исламской ассоциации «Братья-мусульмане». Его активное участие в деятельности «Братства», как вспоминал сам Бардан, продолжалось несколько лет и привело его к личному знакомству с лидерами организации, в том числе и с Хасаном аль-Банной. Только в 1946 году Шамс Бадран поступил в Королевскую военную академию в Каире и прервал контакты с ассоциацией.

### Академия, война и заговор
Шамс эд-Дин Бадран провёл два года в стенах академии в Кобри эль-Куббе, обучаясь на одном курсе с будущими министром внутренних дел Шаарауи Гомаа и государственным министром Сами Шарафом. Он окончил Академию в августе 1948 года, в разгар Первой арабо-израильской войны. Получив звание младшего лейтенанта и звание бакалавра военных наук , Шамс Бадран был направлен в действующую армию, на Синайский фронт. Он оказался в составе войск, наступавших в Палестине, в районе Аль-Фалуджи, где в октябре 1948 года попала в окружение треть египетской армии. Там молодой офицер попал в поле зрения майора Генерального штаба Гамаля Абдель Насера, командовавшего одним из оборонявшихся батальонов, а затем служившего в штабе окружённой группировки. Это знакомство во многом определило будущую карьеру Бадрана. Египетские войска так и не смогли прорвать блокаду, снятую только после Родосского перемирия 24 февраля 1949 года, война закончилась, и Шамс Бадран вернулся в Египет, где продолжил службу в своей воинской части. Должность в резервной бригаде под Каиром, где он занимался обучением новобранцев, не сулила быстрой карьеры, но в начале 1950 годов Бадран примкнул к возглавлявшейся Гамалем Абдель Насером подпольной организации «Свободные офицеры» и принял участие в Июльской революции 1952 года.

### Карьера капитана из резервной бригады
В решающую ночь переворота 23 июля 1952 года командовавший новобранцами капитан Шамс эд-Дин Бадран ответственных заданий не получал и, как считается, ничем не отличился. Несмотря на это, и на то, что он не входил в руководство «Свободных офицеров», его карьера была стремительной. Менее, чем через год, 18 июня 1953 года, в день провозглашения республики, Бадран в звании майора был назначен начальником кабинета нового главнокомандующего Абдель Хакима Амера и по должности приобрёл большое влияние в офицерском корпусе. Теперь даже высшие офицеры египетской армии должны были отдавать ему честь его первыми. 26 февраля 1954 года, в период февральско-мартовского кризиса, майору Бадрану было поручено сопровождать члена Совета революционного командования и кандидата в премьер-министры Халеда Мохи эд-Дина во время его поездки к смещённому президенту Мухаммеду Нагибу .
В период Суэцкого кризиса 1956 года Шамс Бадран в должности управляющего кабинетом главнокомандующего инспектировал Национальную гвардию в Эль-Мансуре. Когда стало известно, что после высадки британского воздушного десанта все египетские военные руководители в Порт-Саиде бежали и верные правительству силы остались без командования, к Бадрану обратился офицер Мунир Муфави. Он предложил разрешить участие в сопротивлении находившихся в подполье египетских коммунистов. После консультаций с Каиром Бадран 5 ноября разрешил привлечь коммунистов к борьбе в Порт-Саиде, однако их действия контролировались службой безопасности. Его деятельность в эти дни не получила высокой оценки и после завершения кризиса он был уволен из армии и назначен членом Совета директоров Института общественного транспорта города Каира.
Опала была недолгой и вскоре полковник Бадран был возвращён на прежний пост в штабе Амера. Это встретило молчаливое неодобрение офицерского корпуса: офицеры считали, что у Бадрана недостаточно опыта армейской службы, а будущий вице-президент Абдель Латиф аль-Багдади утверждал, что полковник по своим знаниям и боевому опыту так и не поднялся выше уровня лейтенанта.
Но благодаря близости к личному другу Насера фельдмаршалу Амеру, ставшему вторым человеком в стране, карьера Бадрана продолжала успешно развиваться. Он возглавлял службу военной контрразведки армии Египта и в сентябре 1965 года стал одним из руководителей кампании репрессий против ассоциации «Братья-мусульмане», обвинённой в подготовке переворота и подрыве государственных учреждений (в Египте распространено мнение, что информация о заговоре поступила из Москвы). В марте 1966 года Бадран сыграл ведущую роль в ликвидации исламского заговора майора Ибрагима Таха Ибрагима: после арестов в армии ряд офицеров подверглись пыткам и были преданы суду военного трибунала, а самого Таха Ибрагима приговорили к смертной казни, однако приговор в исполнение приводить не стали.

### На вершине. Миссия в Москву.

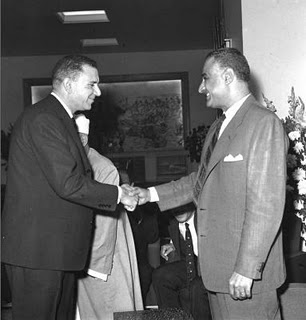
Шамс Бадран и Гамаль Абдель Насер

10 сентября 1966 года 37-летний полковник Шамс эд-Дин Бадран занял пост военного министра Египта в новом правительстве Мухаммеда Сидки Сулеймана. 11 сентября 1966 года каирская газета «Аль-Ахбар» писала о нём как о всеобщем любимце, человеке честном, который трудится день и ночь на благо страны. Однако среди армейских офицеров авторитет Бадрана был по-прежнему невелик: его называли «золотым мальчиком Амера» или, иронично, по имени — «Солнцем» («аш-Шамс» (араб. الشمس‎) — Солнце). Через полгода, после Шестидневной войны, египетские офицеры будут уверены, что Бадран просто не владеет искусством ведения военных операций.
В Египте нет единого мнения относительно причин назначения Бадрана на столь важный пост: одни утверждают, что Насер не питал к нему хороших чувств и уступил давлению Амера, другие считают, что сравнительно молодой офицер явно обладал административными и организационными способностями. Бывший в те дни начальником Генерального штаба генерал Мохаммед Фавзи в своих мемуарах утверждал, что назначение было вызвано тем, что фельдмаршал Амер, как первый вице-президент ОАР, должен был сосредоточиться на высшей государственной деятельности. Кроме того, военный министр по закону мог быть вызван в парламент для отчёта о своих действиях, а Амер в то время оставался вне критики, и его авторитет не должен был подвергаться сомнению. Другие, наоборот, считали Бадрана, ставшего своим и среди армейского командования, и в президентском дворце, «оком Насера», следившим за Амером.
Назначение Бадрана совпало с очередным обострением арабо-израильского конфликта. Уже в декабре 1966 года египетская военная делегация провела в Москве переговоры с первым заместителем Министра обороны СССР, главнокомандующим Объединёнными вооружёнными силами стран — участниц Варшавского договора Маршалом Советского Союза А. А. Гречко. Через неделю, совершая визит в Пакистан, входившие в делегацию Амер, Бадран и руководитель египетской разведки Салах Наср передали Насеру в Каир свой план развития военной обстановки в Ближневосточном конфликте, предусматривавший вывод сил ООН с Синая и блокаду проливов.
Возможность реализации этого плана представилась уже следующей весной. 13 мая 1967 года руководство СССР, ссылаясь на данные разведки, предупредило Каир о концентрации у границ Сирии 10−13 израильских бригад, и в Дамаск срочно отправился начальник Генерального штаба египетской армии генерал Мохаммед Фавзи. Совершив облёт пограничных с Израилем районов, он доложил Насеру, что «у русских галлюцинации», однако подготовка к войне шла уже полным ходом. 25 мая 1967 года Шаамс эд-Дин Бадран начал четырёхдневную поездку в СССР, во время которой получил, хотя и с оговорками, заверения советского руководства в поддержке Египта. 26 мая он рассказывал советским руководителя о высоком боевом духе египетской армии и о её бесстрашном желании встретиться лицом к лицу с врагом. Египетский министр утверждал, что его войска дислоцированы так, что израильтяне не смогли определить направление главного удара и перебросили на юг силы с северного фронта, что даёт сирийской армии возможность легко выйти на оперативный простор. К тому же, заверял Бадран, Израиль не сможет за неделю собрать достаточные силы для своей обороны.
Советские руководители не разделяли оптимизма Бадрана, но и не оказали серьёзного давления непосредственно на Каир, чтобы блокировать развитие конфликта. Предложенный египетской стороной план превентивного воздушного удара по Израилю решительно отвергли, в результате чего сама атака была отложена до 7 июня. В своей речи на июньском пленуме ЦК КПСС (20 июня 1967 года) Л. И. Брежнев будет утверждать, что миссия Бадрана заключалась только в обсуждении вопроса о дополнительной военной помощи, и что в тот же день, 26 мая советское руководство направило Насеру послание, в котором настоятельно рекомендовало сделать всё возможное, чтобы предотвратить военный конфликт.
Участник переговоров советский дипломат П. С. Акопов утверждал, что Шамс Бадран просто проигнорировал несколько предупреждений Председателя Совета министров СССР А. Н. Косыгина о том, что Советское правительство не поддерживает идею удара по Израилю и СССР не сможет поддержать Египет, если тот начнёт войну и будет объявлен агрессором. На этой же версии настаивал и К. Н. Брутенц, работавший с 1961 года в Международном отделе ЦК КПСС. Египтяне также будут обвинять Бадрана в том, что тот не разобрался в ситуации: член египетской делегации посол Ахмед Хасан Фики вспоминал, что военный министр поверхностно относился к переговорам и в Москве больше был занят покупкой мебели и других предметов обстановки для своего дома. Часть ответственности возлагали и на маршала Гречко, который, как утверждают, у трапа самолёта подбодрил улетавшего в Каир Бадрана: «Не волнуйтесь, мы с вами!»
Израильские историки Изабелла Гинор и Гидеон Ремез, американский историк Даниэль Пайпс отрицают цепь недоразумений между СССР, Египтом и Израилем («теорию несчастных случаев») и, следовательно, не считают миссию Бадрана решающей. Они утверждают, что причиной войны стали не личные качества Бадрана, а изменение советской ближневосточной политики после переворота 1966 года в Сирии и намерение советского руководства не допустить реализации израильского ядерного проекта. Изабелла Гинор также связывает события мая-июня 1967 года с операцией «Марабу» (Marabu), проводимой совместно Комитетом государственной безопасности СССР и Министерством государственной безопасности ГДР (Штази) с целью ухудшения отношений между ФРГ и арабскими странами. Приводится (со слов Виктора Суворова) и цитата из закрытого обращения маршала Гречко к офицерам и курсантам о том, что «пятидесятый год Великой Октябрьской Социалистической Революции будет последним годом существования государства Израиль».
Но и это видение причин войны не находит полной поддержки: тот же Даниэль Пайпс оставляет вопрос открытым, а израильский специалист по Шестидневной войне Михаэль Орен утверждает, что тезисы Гинор и Ремеза не имеют достаточного документального подтверждения. Так или иначе, вопрос о действительном значении поездки Шамса Бадрана в Москву и его личной роли в обострении конфликта по сей день остаётся предметом споров между исследователями.

### Падение военного министра
Вернувшийся в Каир Шамс Бадран продолжил подготовку к войне и сосредоточение египетской армии на Синайском полуострове. 31 мая 1967 года он прибыл на заседание Кабинета министров ОАР в сопровождении двух офицеров и представил карты с планом уничтожения Израиля. План заключался в нанесении авангардами египетской армии ударов по трём расходящимся направлениям — на красноморский порт Эйлат, вдоль средиземноморского побережья, на Тель-Авив и в центральную часть Палестины, на Иерусалим. Учитывая количественный перевес сил в пользу Египта и небольшую глубину израильской обороны, указанные министром цели казались легко достижимыми. Присутствовавший на заседании министр культуры Сарват Окраша вспоминал, что Бадран был в приподнятом настроении и излагал свои соображения с улыбкой, не соответствовавшей серьёзности момента.
Однако обстановка изменилась и также не соответствовала расчётам Бадрана. На следующий день, 1 июня министр иностранных дел СССР А. А. Громыко направил в ЦК КПСС секретную записку, в которой указывал, что в «Израиле сейчас завершена всеобщая мобилизация и таким образом ликвидирован тот разрыв в 8—10 дней в степени готовности этой страны к военным операциям по сравнению с ОАР, о котором говорил Бадран в беседах с А. Н. Косыгиным в Москве».
Утром 5 июня 1967 года израильская армия нанесла превентивный удар. Ударная группировка 1-й полевой армии Египта на Синае (4 мотопехотные, 2 танковые дивизии, 17 бригад, 900 танков и самоходных установок, ок. 1000 артиллерийских орудий и 284 самолёта) перестала существовать. За шесть дней войны армия Египта потеряла 80 % военного снаряжения и боевой техники. Но Шамс Бадран вслед за главнокомандующим фельдмаршалом Абдель Хакимом Амером уверял президента Насера, что ситуация развивается в пользу Египта. Все дни войны он постоянно находился рядом с деморализованным фельдмаршалом и даже ночевал с ним вместе в одной комнате, в то время как египетское командование полностью потеряло управление войсками.
5 и 6 июня оно рапортовало о мнимых победах, но военная катастрофа уже стала очевидной. В руководстве армии и страны царила неразбериха, и вечером 7 июня Абдель Хаким Амер в узком кругу предложил кандидатуру Бадрана в качестве нового президента вместо Насера. На следующий день, 8 июня, Шамс Бадран позвонил Насеру и попросил того прибыть в штаб-квартиру Главного командования, так как фельдмаршал Амер намерен покончить с собой и уже попросил у своего секретаря таблетки. Около 23:00 президент Насер прибыл в здание Генерального штаба в Гелиополисе на окраине Каира и успокоил Амера, взяв на себя ответственность за поражение. На собравшемся совещании Бадран поднял вопрос об ответственности руководства страны за поражение. На попытку вице-президента Закарии Мохи эд-Дина разделить всю ответственность между всеми членами военно-политического руководства Египта, он ответил «Но ведь приказ отдавал президент, а не мы». Насер заявил, что согласен уйти немедленно и спросил Амера о том, кто, по его мнению, должен возглавит страну? Фельдмаршал назвал Бадрана и не встретил возражений со стороны президента.
Некоторое время Шамс эд-Дин Бадран мог быть уверен в том, что он станет во главе Египта. Но когда Насер заявил по телевидению о своей отставке, он объявил своим преемником не первого вице-президента фельдмаршала Амера, что следовало из конституции 1964 года, и не рекомендованного им Шамса Бадрана, а Закарию Мохи эд-Дина. Последовавшие народные выступления только укрепили позиции Насера, оставшегося на посту президента. Идея немедленного выступления армии против Насера, предложенная рядом генералов, была отклонена самим Амером как бесперспективная: он сказал Бадрану — «О, Шамс, не будем возвращаться к истории петиций 1882 года!» .
10 июня 1967 года Амер и Бадран ушли в отставку. Они вместе с Радваном Аббасом и Салахом Насром отправились в деревню Аситал в Эль-Минье. Большое количество высших офицеров (по разным данным от 50 до 800 военных чинов) были отправлены в отставку вслед за покинувшим Каир фельдмаршалом Амером. 19 июня 1967 года президент Насер лично сформировал правительство, в котором не нашлось места ни Амеру, ни смещённому со своих постов генералу Шамсу Бадрану.
Незадолго до этого, 14 июня 1967 года, после долгих совещаний в Аситале, Шамс Бадран вернулся в Каир, как утверждают, для подготовки переворота. Насер, пытавшийся нейтрализовать военную оппозицию, предложил бывшему министру уйти из армии и стать одним из вице-президентов страны, но тот отклонил это выгодное предложение. Аблель Хаким Амер, обеспечивший Бадрану карьерный взлёт, теперь тянул своего протеже на дно.

### Ставка на Амера и Революционный трибунал
Через десять дней после отставки Бадрана, 29 июня 1967 года, Насер принял вернувшегося из Эль-Миньи Абдель Хакима Амера, что означало временное примирение бывших лучших друзей. Но уже вскоре фешенебельная вилла фельдмаршала в Гизе стала центром военной оппозиции Насеру, в которой Бадран играл одну из первых ролей. Но его ставка на бывшего главнокомандующего не оправдалась — 25 августа 1967 года экс-министр и 55 отставных офицеров были арестованы на вилле Амера по обвинению в попытке государственного переворота. Некоторые из них охотно дали показания против Бадрана, заявляя, что тот в случае смещения Насера планировал сам сформировать правительство Египта при новом президенте Амере.
16 января 1968 год а вице-президент ОАР Хусейн аль-Шафеи, назначенный председателем Революционного трибунала-тройки, собрал пресс-конференцию и заявил, что через неделю начнётся судебный процесс над Шамсом эд-Дином Бадраном, бывшим командующим ВВС маршалом Сидки Махмудом, начальником разведки Салахом Насром и другими военными, обвинёнными в попытке «свергнуть нынешний режим в ОАР путём захвата командования вооружёнными силами». 18 января было опубликовано обвинительное заключение, гласившее, что обвиняемые после 11 июня 1967 года создали тайную военную организацию с целью свержения правительства .
22 января 1968 года первая группа из 12 главных обвиняемых, в том числе Бадран, Салах Наср, бывший министр внутренних дел Аббас Радван и командующий штурмовыми частями Галяль Хариди, предстала перед Революционным трибуналом на бывшей королевской вилле на берегу каирского острова Джезира. Уже в первый день процесса подполковник Галяль Хариди назвал Бадрана и Радвана главными организаторами заговора, однако ни один из обвиняемых не стал признавать своей вины. Бадран не остался в долгу перед Хариди и обвинил его в том, что в 1962 году тот предлагал Амеру пригласить Насера на его виллу и арестовать. Он также отклонил обвинения в том, что создал в египетской армии, не подконтрольной Арабскому социалистическому союзу, свою секретную политическую организацию, а затем отказался выдать Насеру её членов. Обвинение заявляло, что Амер, Бадран и их сторонники начиная с 1961 года выступали против социальных реформ Насера и не раз оказывали на президента силовое давление. На них возлагалась ответственность едва ли не за всё, происходившее в эти шесть лет, а Хусейн аль-Шафеи прямо спрашивал подсудимого Бадрана — «Расскажите, как вы пятнадцать лет правили страной». Египетская печать теперь называла возглавлявшееся Амером и Бадраном военное командование «параллельным центром власти», не подчинявшимся Насеру и действовавшему совершенно произвольно. Положение Бадрана и других подсудимых осложнилось в конце февраля, когда Высший военный трибунал вынес мягкие приговоры бывшему командованию военно-воздушных сил, что вызвало волнения в Хелуане, Каире и Александрии. 23 февраля 1968 года Революционный трибунал вновь начал допросы Бадрана и Салаха Насра и, в конечном счёте, Шамс эд-Дин Бадран был приговорён к пожизненному заключению.

### Свобода за пределами Египта
Но Шамс эд-Дин Бадран вышел на свободу менее чем через 4 года после ареста. В конце апреля 1971 года он, Аббас Радван и Салах Наср были освобождены по амнистии, объявленной новым президентом Египта Анваром Садатом. Четыре года Бадран жил, как частное лицо, но в 1975 году, в одну из ночей, тайком от семьи собрал небольшую сумку с личными вещами, отправился в каирский аэропорт и по дипломатическому паспорту вылетел в Лондон. В организации этого побега обвинили президента Садата и сам Бадран позднее утверждал, что Садат действительно распорядился выдать ему дипломатический паспорт с условием, чтобы тот покинул страну и не участвовал в оппозиции его режиму. Считалось, что бывший министр слишком много знал о египетских лидерах и о самом Садате, чтобы позволить ему подниматься на политические трибуны.
Шамс эд-Дин Бадран поселился на юге Англии в Плимуте, женился на англичанке и занялся сельскохозяйственным бизнесом. Вскоре после его появления в Лондоне был убит ближайший сотрудник Амера Али Шафик. Эта акция стала результатом конфликта вокруг поставок оружия в Ливан, но Бадран стал серьёзно опасаться за свою жизнь. Он подозревал, что власти Египта или религиозные организации начали охоту за соратниками Насера и Амера и однажды на глазах знакомых поспешно скрылся с лондонской автозаправки, когда увидел двух мужчин арабской внешности.
Долгие годы эмиграции Бадран старался не привлекать к себе внимания и не вспоминать публично о своих прошлых взлётах и падениях. Но на родине его не забыли: уже в июле 1977 года освобождённые Садатом «Братья-мусульмане» призвали начать судебное преследование Бадрана за пытки и убийства членов своей организации в период 1965—1966 годов. Сам бывший министр нарушил молчание и в интервью ливанской прессе признал, что выполнял распоряжения правительства и по ситуации принимал меры против «Братства» как начальник контрразведки и военный министр. Около 300 человек, говорил Бадран, были арестованы по его распоряжениям и, возможно, с некоторыми из них обошлись жестоко. Тем временем египетский суд вынес решение в пользу «Братьев-мусульман». Через месяц, в августе 1977 года в Народном собрании АРЕ был сделан независимый депутатской запрос с требованием расследования обстоятельств бегства Бадрана из страны. Оппозиция также потребовала его экстрадиции из Великобритании для предания суду. Однако этот запрос не имел последствий. Через 10 лет, в феврале 1987 года вопрос о пытках «Братьев-мусульман» рассматривался уже военным трибуналом во главе с генерал-майором Мохаммедом аль-Ганзури, однако и теперь никакого решения о судебном преследовании Бадрана принято не было.

### Скандальные мемуары и споры о революции 2012 года
В 2010 году Шамс эд-Дин Бадран всё же прервал молчание и по контракту с издательством «Аль-Ахрам» обязался за 170 000 долларов (что равно миллиону египетских фунтов) написать мемуары. Так как ему в то время исполнился уже 81 год, в Англию была направлена группа журналистов, которая 36 часов записывала воспоминания Бадрана, касавшиеся не столько политических и военных вопросов, сколько частной жизни египетской элиты 1950-60 годов. В них Бадран повествовал о подробностях личной жизни Насера, в частности о пристрастии бывшего египетского лидера к просмотру порнографических фильмов. Не остались без разоблачительных откровений Анвар Садат, Абдель Хаким Амер, генерал Мохаммед Фавзи и пользующийся большим почитанием генерал-майор Абдель Монейм Риад, погибший в 1969 году. Эти воспоминания обернулись скандалом: часть мемуаров была опубликована без ведома «Аль-Ахрам», а их содержание вызвало взрыв возмущения в обществе. Бадрана обвиняли в необъективности, в желании свалить на других свои просчёты, исказить картину событий и отвлечь внимание от своих провалов, в оскорблении армии и памяти Насера. Дошло до утверждений, что Бадран и те, кто опубликовал его мемуары, заслуживают смерти. Дочь Насера Хода Абдель Насер и сын Садата Талаат заняли сдержанную позицию: они отказались обсуждать откровения Бадрана, дав понять, что их родственников просто хотят опорочить. Сам Бадран утверждал, что они с фельдмаршалом Амером стремились вернуть Египет к демократии и отвергал обвинения в финансовых злоупотреблениях и в махинациях с гонорарами за мемуары.
В 2012 году, после прихода к власти в Египте «Братьев-мусульман», на Шамса Бадрана вновь обрушился поток обвинений в репрессиях 1965 года. Один из лидеров «Братства» профессор Рашад аль-Байюми, просидевший в тюрьме с 1954 по 1965 год, и вновь арестованный через четыре дня военными, чтобы затем отсидеть ещё 7 лет, заявил, что Бадран лично участвовал в пытках, среди которых были порки, прижигание кожи, утопление и травля собаками. Трупы замученных нередко выбрасывались посреди пустыни, и родственники лишались возможности их похоронить. Байюми утверждал, что в те годы сказал Бадрану, чтобы тот побоялся Бога, но Бадран ответил: «Я посажу Бога в соседнюю с тобой камеру, если он сюда явится» (англ. I’ll put God in the cell next to you if he comes down here.). Рассказы Байюми подтвердил другой член Совета «Братьев-мусульман» Сайед эль-Назили, утверждавший, что президент Насер лично наблюдал за пытками, которые проводил Бадран.
В 2012 году Шамс Бадран опубликовал в газете «Аль-Масри аль-Яум» открытое письмо к «Братьям-мусульманам», в котором писал, что в юности разделял их убеждения и состоял в их организации и вовсе не является врагом исламского движения. В революциях «Арабской весны» он отмечал тенденцию повсеместного перехода власти от коррумпированных режимов, не заботившихся о широких слоях населения, к имевшим широкую поддержку низов исламским организациям, говорил о замене «демократии» на «народовластие», о том, что ислам остался последней надеждой для бедных. Бадран призывал «Братьев-мусульман» использовать их потенциал и дух ислама для подъёма благосостояния всего египетского народа и не бояться повышать ради этого налоги, приводя в пример Швецию. Он прогнозировал переход власти к исламским организациям сначала в Сирии и Иордании, затем в Северной Африке, Йемене и в странах Персидского залива. На это доктор Мохаммед Имад аль-Дин, один из лидеров Партии свободы и справедливости, заявил, что ассоциация «Братьев-мусульман» в прошлом не прибегала к насилию и не нуждается в советах Бадрана. А Ахмед Сейф аль-Ислам аль-Банна, сын Хасана аль-Банны, и вовсе обвинил Бадрана в том, что он косвенно подстрекал египтян к выступлениям против президента Мухаммеда Мурси. Шамс эд-Дин Бадран не стал продолжать полемику с новыми правителями страны и не отреагировал на их свержение в 2013 году.

## Личная жизнь
Первая жена Шамса Бадрана происходила из влиятельной египетской семьи, и многие годы работала в Американском институте в Каире. На их свадьбе присутствовали президент Насер, Анвар Садат и другие руководители страны. После бегства Бадрана из Египта его жена подала на развод и вскоре его получила. Сам Бадран в эмиграции женился на англичанке и создал новую семью, в которой у него появилось двое детей.